# Thomas Karlsson
Pour les articles homonymes, voir Karlsson.
Thomas Karlsson, né en 1972, est un occultiste et un écrivain ésotérique suédois.

## Biographie
Il est titulaire d'un doctorat en histoire et sciences des religions décerné par l'Université de Stockholm. Son sujet de thèse porte sur Johannes Bureus (1568-1652), archiviste à la cour du roi de Suède, mystique suédois et auteur d'un système runique (Adalruna). Sa thèse sur Johannes Bureus et sur la kabale goétique est disponible sur le site de l’université de Stockholm.
Thomas Karlsson est chercheur à l'université de Yale, aux États-Unis. Il est directeur de conférences au sein du cercle The Esoteric Crossroads, à Capri, en Italie. Et a travaillé avec l'Université de Stockholm, pour une chaire d'Histoire des Religions, orienté vers l'ésotérisme.
Il collabore aussi avec des groupes de metal : Therion et Shadowseeds. Il a écrit la plupart des paroles du groupe depuis 1996. Il a aussi enregistré les chuchotements sur la chanson Ljusalfheim sur l'album Secret of the Runes. Cependant, Karlsson n'a jamais été considéré comme un membre officiel du groupe.
Thomas Karlsson est un peintre, considérant l'art comme une expression de la magie. Acryliques, à inspiration chamanique (seidr) et proche des influences spiritualistes nordiques : asatru, runes.
Il a fondé, et est à la tête de l'ordre magique du Dragon Rouge, une organisation initiant à la Voie de la Main Gauche, qu'il définit ainsi :
Dragon Rouge est un ordre magique travaillant avec la voie de la main gauche, l’initiation draconienne et la tradition du côté obscur. Nous travaillons avec un occultisme empirique basé sur les expériences des individus et nous évitons les enseignements dogmatiques. Notre travail est basé sur quatre branches principales de la magie qui peuvent être résumé par la formule G.O.T.A, la Goetie kabbalistique (les qliphoth),la runosophie Odinique, le Tantra et l’Alchimie. Dragon rouge est à la fois un ordre fraternel et éducatif : nous avons tout à la fois un système d’initiation basé sur des enseignements magique et une bonne fraternité.

## Œuvres
En tant qu'auteur, il se concentre sur des sujets occultes et paranormaux.
- Uthark - Nightside of the Runes  (ISBN 91-974102-1-7) ; aussi connu sous le titre allemand Uthark - Im Schattenreich der Runen
- Astrala resor ut ur kroppen  (ISBN 91-7894-005-2)
- Kabbala, kliffot och den goetiska magin  (ISBN 91-974102-2-5); traduit en français par Julien Bert "Qabale, Qliphoth et magie goétique", 2017, Chronos Arenam[8]
- Adulrunan och den götiska kabbalan  (ISBN 91-974102-3-3)